# Одинокая женщина желает познакомиться
«Одино́кая же́нщина жела́ет познако́миться» — художественный фильм, снятый на киностудии имени Довженко режиссёром Вячеславом Криштофовичем в 1986 году.

## Сюжет
Швее Клавдии исполнилось 43 года, но она всё ещё одинока. Она развешивает по городу рукописное объявление «Одинокая женщина желает познакомиться с добропорядочным мужчиной». В тот же вечер на объявление откликается некто назвавшийся Валентином. Он навеселе, одет неряшливо, однако женщина впускает его в квартиру. Из сложного разговора выясняется, что он в разводе, испытывает жизненные трудности, пьющий, бывший цирковой артист на инвалидности, без работы и жилья.
Клавдия пытается выпроводить гостя, тот в шутку говорит о том, что позаимствует её деньги и получает удар по голове. В итоге Валентин покидает квартиру. Днём он заявляется на работу Клавдии, происходит второй разговор. Между ними постепенно налаживается диалог, Клавдия ремонтирует Валентину одежду, одалживает деньги. Вскоре она отдаёт ключ от квартиры. Тем временем на работе подруги говорят ей о том, что он ей явно не пара. Клавдию вызывает к себе заведующая и просит расстаться с таким подозрительным типом. К Клавдии несколько раз заходит соседка Герра Никитична, тоже одинокая женщина, с которой она раньше особо не общалась. К соседке несколько раз обращался некий мужчина, который тоже откликнулся на объявление Клавдии, но не застал дома.
Валентин приходит к Клавдии, на этот раз трезвый, приносит продукты на обед. Клавдия настроена расстаться, между ними происходит выяснение отношений, и он уходит, пожелав удачи в поисках «принца». Сразу после этого Клавдия пишет заявление об увольнении. Она находит бывшую супругу Валентина и пытается сказать ей, что она нужна Валентину, но разговор не складывается. Клавдия в отчаянии ищет Валентина в очередях в винно-водочные магазины, но безуспешно. Вечером, обессиленная, она возвращается домой. Заходит соседка Герра Никитична. Оказывается, мужчина, который к ней заходил, был журналист, пишущий об одиноких женщинах. Герра Никитична тоже собирается повесить объявление о знакомстве и просит Клавдию стать её подругой.

## В ролях
| Актёр               | Роль                                   |
| ------------------- | -------------------------------------- |
| Ирина Купченко      | Клавдия Петровна Почукаева             |
| Александр Збруев    | Валентин Спиридонов                    |
| Елена Соловей       | Герра Никитична, соседка Клавы         |
| Марианна Вертинская | Анна Воробьева, подруга Клавы          |
| Валерий Шептекита   | Касьянов, друг Валентина               |
| Людмила Волкова     | бывшая жена Валентина                  |
| Маргарита Криницына | заведующая ателье (начальница Клавдии) |
| Ирина Терещенко     | Ирина, работница ателье                |
| Неонила Гнеповская  | закройщица                             |

## Съёмочная группа
- Автор сценария: Виктор Мережко
- Режиссёр: Вячеслав Криштофович
- Оператор: Василий Трушковский
- Композитор: Вадим Храпачёв
- Художник: Алексей Левченко

Съёмки проходили в Харькове